# Немецкий Михель

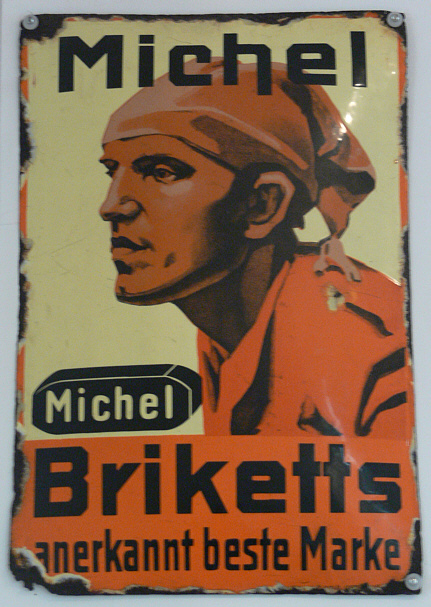
Немецкий Михель на эмалированной рекламной табличке фирмы по производству брикетов (начало XX века).

Немецкий Михель (нем. deutscher Michel) — национальная персонификация Германии.

## Характер и внешний вид
Как и множество других национальных персонификаций, Михель достаточно часто становится героем карикатур, плакатов, иллюстраций и т. д., однако какого-либо устойчивого типа изображения данного персонажа не существует (в отличие, например, от Дяди Сэма, прочно ассоциируемого с плакатом Дж. М. Флагга 1917 года). Непременным атрибутом внешнего вида Михеля является колпак: чаще всего это либо ночной колпак, либо конусовидный колпак с кисточкой — традиционный немецкий головной убор (нем. Zipfelmütze).
Сегодня образ Михеля несёт в себе определённый пейоративный оттенок и отражает представление о стереотипном немецком гражданине, простодушном, глупом, ограниченном и не интересующимся политикой.

## История возникновения и развития образа
По одной из версий возникновение выражения «немецкий Михель» связано с личностью Ганса Михаэля фон Обентраута, немецкого генерала времён Тридцатилетней войны, получившего от испанцев прозвище «Michael Germanicus». Однако впервые данное устойчивое словосочетание было зафиксировано в 1541 году Себастьяном Франком в сборнике немецких пословиц и поговорок, то есть почти за три десятилетия до рождения фон Обентраута.
По другой, более правдоподобной версии, происхождение данного фразеологизма связано с тем, что имя Михаэль в средневековье стало одним из наиболее популярных имён, даваемых детям при крещении, в том числе потому, что Архангел Михаил считался своеобразным символом христианизации немецких земель и покровителем Священной Римской империи германской нации. Таким образом, Михаэль (Михель), подобно русскому Ивану, воспринималось как стереотипное имя немца в глазах иностранцев.
Непосредственно «глупцом» Михель стал в эпоху Ренессанса, когда наблюдалось наибольшее различие между образованными и необразованными слоями немецкого общества — крестьяне и простые горожане не имели возможности обучиться грамоте, и высшие сословия почитали их за недалёких простаков. Тем не менее, немецкий Михель, несмотря на свою глупость, всё же считался добродушным малым, способным терпеливо переносить невзгоды.

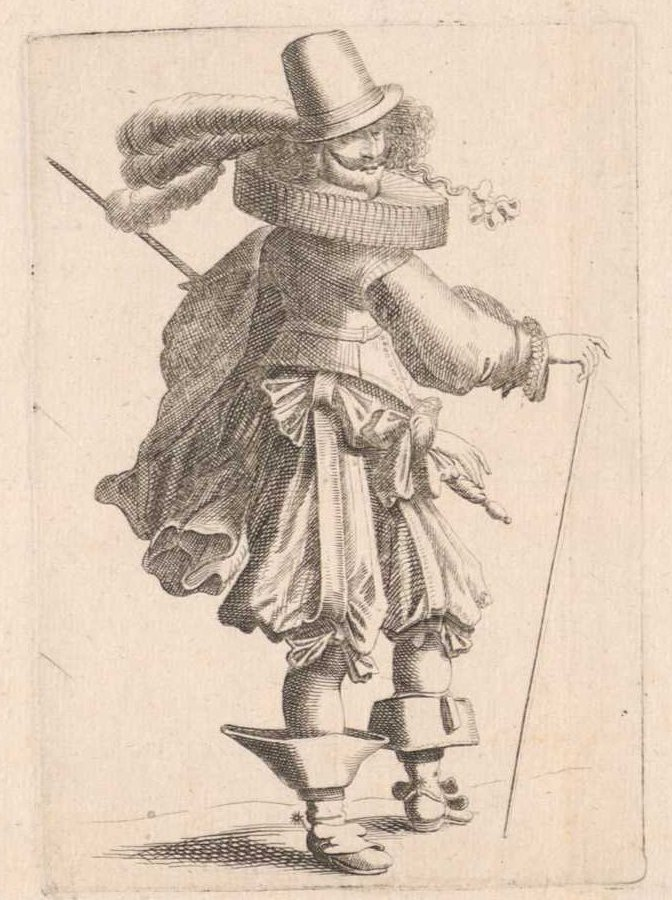
Немецкий Михель, изменившийся под влиянием чужих культур до неузнаваемости, на карикатуре пуристской листовки «Der teutsche Michel», 1642 год

В первой половине XVII века Михель превратился в один из символов борьбы немецких пуристов за чистоту языка и стал заглавным героем пропагандистской листовки «Der teutsche Michel» 1642 года, где он жалуется на избыточное засорение родного языка заимствованиями и призывает сограждан от них избавляться:

Я немец Михель, родной мне отсель 
Стал чужд разговор — вот стыд и позор.
Язык наш беднеет, ведь все тяготеют
Ко шведским словам — вот стыд им и срам.
И каждый портной тут и там вразнобой
Лепечет отныне слова на латыни,
Французском, чухонском, да хоть на японском.
Хороший малец, да вот только глупец.
Оригинальный текст (нем.)Ich teutscher Michel / versteh schier nichel / 
In meinem Vatterland / es ist ein schand. / 
Man thut ietzt reden / als wie die Schweden / 
In meinem Vatterland / pfuy dich der schand. 
Fast jeder Schneider / will jetzund leyder / 
Der Sprach erfahren sein / vnd red Latein: 
Welsch vnd Frantzösisch / halb Iponesisch / 
Wann er ist voll vnd toll / der grobe Knoll.

В книге «Видения Филандера фон Зиттевальта» (ок. 1640 г.) Иоганн Михаэль Мошерош пишет: «Один хотел говорить со мной по-гречески, другой на латыни, третий по-испански, да только я им сказал, что я урожденный немецкий Михель и других языков, окромя немецкого, не знаю.» В результате в XVII веке выражение приобрело дополнительное значение — «наивный, глупый и простой немец, чуждый другим культурам и языкам».

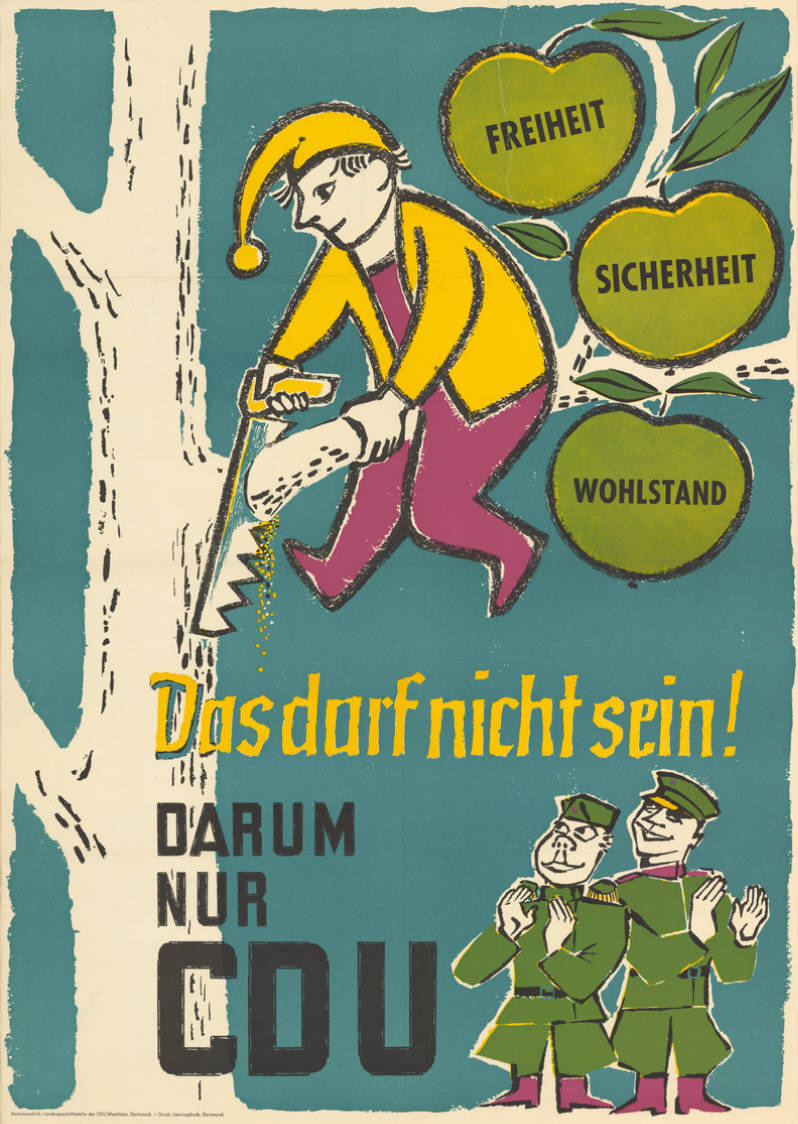
Антикоммунистический плакат ХДС, 1957. Михель на глазах советских солдат пилит ветку со словами «свобода», «уверенность» и «достаток», ниже лозунг «Такого быть не должно! Поэтому только ХДС.»

В первой половине XIX века в эпоху Бидермейера выражение немецкий Михель стало употребляться в отношении немецкого обывателя, далёкого от политики и не способного подняться на бунт против угнетающей его государственной власти. Карикатурный персонаж сменил традиционный германский головной убор на ночной колпак, символизировавший постоянный сон Михеля. В этот период появляется политический лозунг «Проснись, Михель!» (нем. Michel wach auf!).
Во время существования Третьего рейха Михель «оказался в опале», так как подобный персонаж, негативно изображающий немецкий народ, не играл на руку установившейся идеологии национал-социализма. После Второй мировой войны и Елисейского договора 1963 года о сотрудничестве между Францией и ФРГ становится популярным мотив свадьбы немецкого Михеля и французской Марианны. Постепенно происходит «реабилитация» Михеля; в 1973 году журнал «Der Spiegel» написал: «В прошлый вторник, около 11 часов дня, в зале пленарных заседаний Бундестага произошло рождение нового немецкого Михеля. В своей воодушевленной речи отец нации Вилли Брандт заявил, что „гражданин 73“ усердно работает и регулярно платит налоги, заботится о „красоте собственного фасада“ и о детях, любит ближнего своего и чтит родителей и предков, несет общую ответственность с государством и ценит мирный образ жизни.»
В XX веке получили распространение два других персонажа, схожие с Михелем по образному содержанию: Лисхен Мюллер (нем. Lieschen Müller) — среднестатистическая немецкая девушка, простая, наивная и без высоких запросов; а также Отто Нормальфербраухер (нем.  Otto Normalverbraucher), чья фамилия переводится на русский язык как «средний потребитель».

## Немецкий Михель в искусстве

Скульптура «Немецкий Михель» Ф. Ройша.

- В 1885 году Ройш Фридрих создал скульптуру «Немецкий Михель» и в 1904 подарил её Кёнигсбергу, где та простояла до конца 30-х годов XX века. Михель изображён на ней в образе крестьянина на пьедестале в колпаке и с цепом.
- В 1850 Генрих Гейне написал стихотворение «Михель после марта» как реакцию на итоги Немецкой революции 1848—1849 годов.
- Считается, что в заглавном герое «Симплициссимуса» (1668) Гриммельсгаузен частично воплотил образ уже набравшего к тому времени популярность немецкого Михеля.